# Calomicrus lethierryi
Calomicrus lethierryi là một loài bọ cánh cứng trong họ Chrysomelidae. Loài này được Guillebeau miêu tả khoa học năm 1891.